# 石桥镇 (连云港市)
石桥镇为江苏省连云港市赣榆区下辖镇，位于赣榆区北部，地处海洲湾畔，苏鲁交界处，东临黄海，北与山东省日照市接壤，距岚山港10公里。
截至2007年，总面积79平方千米，辖23个行政村，19540户，总人口63328人，耕地面积3886公顷。

## 经济
2007年，全镇实现地区生产总值6.74亿元，完成全社会固定资产投资6.19亿元，财政总收人3071万元，完成地方财政一般预算收人1933万元，农民人均所得6852元。

## 行政区划
以下详细区划及数据采用2007年底统计信息。
2007年底，面积79平方千米，辖23个行政村。

### 石桥村
位于石桥镇驻地，耕地面积262.71公顷，有16个村民小组，1392户，4967口人，2007年工农业总产值2.05万元，居民人均所得6530元。村民主要从事种植业、养殖业、工商服务业、建筑业等。有私营企业36家，纳税过百万企业2家。

### 石东村
位于镇驻地东侧，与镇驻地相接，耕地面积101.72公顷，有8个村民小组，680户，2182口人，2007年工农业总产值1.巧万元，居民人均所得5620元。村民主要从事种植业、养殖业、建筑业等。有私营企业6家。

### 龙头村
位于镇驻地东侧约3公里，耕地面积91.58公顷，有4个村民小组，540户，1746口人，2007年工农业总产值8362万元，居民人均所得6555元。村民主要从事种植业、养殖业、手工业、建筑业等。有私营企业5家。特色产业:温室大棚蔬菜种植。

### 大庄村
位于镇驻地北侧约1.5公里，耕地面积194.83公顷，有12个村民小组，1119户，3081口人，2007年工农业总产值1.54万元，居民人均所得6357元。村民主要从事种植业、养殖业、运输业等。有私营企业16家，其中拆船厂8家。

### 范庄村
位于镇驻地西北侧约3.5公里，耕地面积105.32公顷，有2个村民小组，295户，1077口人，2007年工农业总产值6563万元，居民人均所得6300元。村民主要从事种植业、养殖业、服务业等。有私营企业5家，纳税过百万企业1家。该村有着丰富的矿石及矿土资源。

### 芦阳村
位于镇驻地西侧约4公里，耕地面积226.38公顷，有10个村民小组，810户，2623口人，2007年工农业总产值1.25万元，居民人均所得6148元。村民主要从事种植业、石材加工业等。有私营企业6家。特色产业:石材加工出口业。

### 官庄村
位于镇驻地西南侧约3公里，耕地面积244.66公顷，有12个村民小组，720户，2540口人，2007年工农业总产值1.24万元，居民人均所得6362元。村民主要从事种植业、养殖业、建筑装瑛业、运输业等。有私营企业3家。特色产业为室内装满业。

### 王集村
位于镇驻地西南约6公里，耕地面积221.51公顷，有9个村民小组，708户，2668口人，2007年工农业总产值1.18万元，居民人均所得5900元。村民主要从事种植业、养殖业、商业服务业、建筑业等。有私营企业3家。

### 杨家洼村
位于镇驻地西南约7公里，耕地面积143.87公顷，有5个村民小组，448户，1578口人，2007年工农业总产值1.03万元，居民人均所得6245元。村民主要从事种植业、养殖业等。有私营企业3家。

### 石岭村
位于镇驻南部约7公里，耕地面积177.62公顷，有6个村民小组，486户，1871口人，2007年工农业总产值5973万元，居民人均所得6333元。村民主要从事种植业、养殖业、手工业等。有私营企业8家。石英石矿产资源丰富。

### 拱齐村
位于镇驻地南约4公里，耕地面积403.6公顷，有14个村民小组，1300户，4687口人，2007年工农业总产值1.79万元，居民人均所得以68元。村民主要从事种植业、养殖业、工业等。有私营企业8家，纳税百万企业2家，生猪养殖示范基地1个。

### 大温庄村
位于镇驻地南侧约2.5公里，耕地面积l31.40公顷，有6个村民小组，568户，1950口人，2007年工农业总产值6985万元，居民人均所得6373元。村民主要从事种植业、养殖业、建筑业等。有私营企业3家。

### 东温庄村
位于镇驻地南侧约2.5公里，耕地面积147.34公顷，有6个村民小组，618户，2012口人，2007年工农业总产值8589万元，居民人均所得6000元。村民主要从事种植业、养殖业、建筑业、手工业等。有私营企业6家。地下硅资源丰富。

### 小沙村
位于204国道东侧，距镇驻地约13公里，耕地面积71.24公顷，有5个村民小组，723户，2710口人，2007年工农业总产值1.70万元，居民人均所得7524元。村民主要从事捕捞业、养殖业等。有私营企业11家。

### 大沙村
于204国道旁距镇驻地约12公里，耕地面积91.98公顷，有6个村民小组，441户，1732口人，2007年工农业总产值1.18万元，居民人均所得7500元。村民主要从事种植业、养殖业、捕捞业等。有私营企业10家。特色产业:水貂养殖。

### 潮河口村
位于镇驻地东南约3.5公里，耕地面积135.73公顷，有6个村民小组，570户，l990口人，2007年工农业总产值5634万元，居民人均所得6382元。村民主要从事种植业、养殖业、建筑业等。有私营企业5家。

### 韩口村
位于204国道东侧，距镇驻地约n公里，有4个村民小组，362户，1503口人，2007年工农业总产值1.42万元，居民人均所得7530元。村民主要从事海洋捕捞业、养殖业等。有私营企业10家。

### 新韩口村
位于204国道西侧，离镇驻地约10公里，耕地面积70.90公顷，有6个村民小组，310户，1236口人，2007年工农业总产值8367万元，居民人均所得7453元。村民主要从事种植业、海洋捕捞业、养殖业等。有私营企业5家。

### 九里村
位于204国道沿侧，距镇驻地约7公里，耕地面积116.93公顷，有14个村民小组，l460户，5326口人，2007年工农业总产值3.07万元，居民人均所得7028元。村民主要从事种植业、养殖业、海洋捕捞业、工业、商业、建筑业等。有私营企业30家。特色产业:水产育苗、水产加工

### 木套村
位于204国道沿侧，距镇驻地约6公里，耕地面积110.26公顷，有13个村民小组，698户，3062口人，2007年工农业总产值1.57万元，居民人均所得7485元。村民主要从事种植业、海洋捕捞业、海产品养殖及加工业等。有私营企业6家。

### 苏家岭村
位于镇驻地东南约4公里，耕地面积67.83公顷，有3个村民小组，505户，1916口人，2007年工农业总产值8794万元，居民人均所得7557元。村民主要从事种植业、海洋捕捞业等。有私营企业5家。

### 白石头村
位于镇驻地东约2公里，204国道东侧，耕地面积121.26公顷，有14个村民小组，1012户，4500口人，2007年工农业总产值19879万元，居民人均所得7536元。村民主要从事种植业、海洋捕捞业、海产品养殖业等。有私营企业n家。石英石矿藏丰富。

### 柳树底村
位于镇驻地东侧约2公里，耕地面积116.93公顷，有5个村民小组，371户，1002口人，2007年工农业总产值5875万元，居民人均所得7400元。村民主要从事种植业、手工业、海洋捕捞业等。有私营企业5家。

## 企业
- 翰榆县恒盛玛钢有限责任公司
- 连云港永盛工艺品有限公司
- 江苏中能半导体材料有限公司
- 连云港海湾现代农业发展有限公司
- 连云港江山有色金属有限公司
- 连云港万宁镍铬实业有限公司
- 连云港星马游艇有限公司
- 连云港智康海藻有限公司